# Aserbaidschanische Staatliche Öl- und Industrie-Universität
Die Aserbaidschanische Staatliche Öl- und Industrie-Universität (aserbaidschanisch Azərbaycan Dövlət Neft və Sənaye Universiteti (ADNSU); englisch: Azerbaijan State University of Oil and Industry (ASUOI)) ist eine Universität in Baku, Aserbaidschan.

## Geschichte
Der Aufstieg des Instituts ist mit dem Aufschwung der Erdölindustrie in Baku verbunden. Am 10. November 1887 wurde in Baku die technische Schule eingerichtet.
Von den 494 Studenten, die 1916 an der Schule lernten, waren nur 20 Aserbaidschaner. Am 14. November 1920, nach dem Einmarsch der Roten Armee, kam es zum Dekret über die Schaffung des polytechnischen Instituts in Baku. 1923 erreichten die ersten drei Studenten der ASOA ihren Abschluss, bis 1927 stieg diese Zahl auf 289 Personen. 

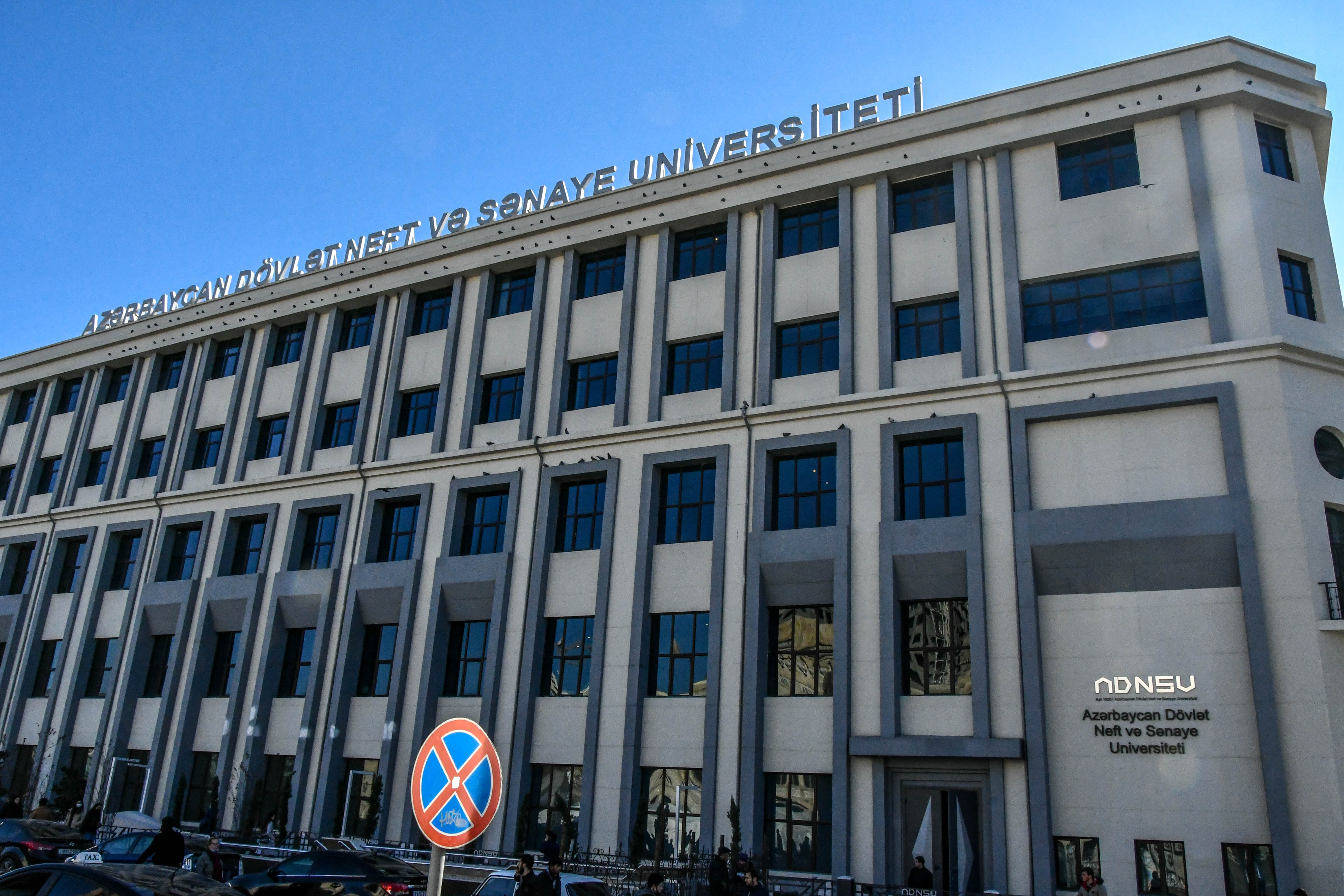
Gebäude der Hochschule

1934 erfolgte eine Umbenennung in Aserbaidschanisches Institut für Industrie (Az.I.I.), engl. Azerbaijan Industrial Institute, nach dem Ende des Zweiten Weltkriegs jedoch wieder als Staatliche Ölakademie weitergeführt.
In der Zeit des Großen Terrors wurden 1940 zahlreiche Studenten, Kinder deutscher Siedler in Aserbaidschan – einige davon Studenten des Aserbaidschanischen Instituts der Industrie – verhaftet und interniert.
Am Ende des Zweiten Weltkriegs herrschte in der Sowjetunion eine enorme Nachfrage nach Erdölingenieuren und die Schule hat sie in großen Zahlen ausgebildet. Am 21. März 1992, nach der Unabhängigkeit Aserbaidschans von der UdSSR, hat die Universität ihre Bezeichnung auf ASOA geändert.
1993 änderte die Akademie ihre Lehrpläne in Richtung eines westlicheren Modells; die ersten Bachelor und Master der Akademie erhielten die neu eingeführten Titel im Jahr 1997. Die ASOA arbeitete mit westlichen Universitäten, insbesondere mit der Georgia State University, um ihre Programme zu modernisieren. Zurzeit hat die ASOA Programme mit etwa einem Dutzend internationaler Universitäten.
Am 30. April 2009 kam es an der Staatlichen Ölakademie zu einer Schießerei mit 12 Opfern, bei der auch der Schütze getötet wurde. Unter den Opfern befand sich der Schachfunktionär Məcnun Vahidov, der an der Akademie unterrichtete.

## Bekannte Studenten
- Karim Karimow (1917–2003), Oberhaupt des sowjetischen Raumfahrtprogramms
- Sabit Orudschow (1912–1981), Minister der Gasindustrie der UdSSR
- Nikolai Konstantinowitsch Baibakow (1911–2008), das Oberhaupt des Gosplans der UdSSR.
- Wagit Jussufowitsch Alekperow (* 1950), Präsident der russischen Erdölgesellschaft Lukoil
- Rüstəm İbrahimbəyov (1939–2022), Drehbuchautor
- Farman Salmanow (1931–2007), Geologe
- José Eduardo dos Santos (1942–2022), Präsident Angolas
- Alisch Lambaranski, ehem. Bürgermeister von Baku
- Azad Mirzəcanzadə, Akademiemitglied